# Reacție Wurtz-Fittig
Reacția Wurtz-Fittig sau sinteza Fittig-Wurtz este o reacție chimică dintre un compus halogenat alifatic, unul aromatic și sodiu metalic în prezența eterului, cu obținerea de compuși aromatici substituiți.
Reacția a fost denumită după Charles-Adolphe Wurtz, care a descoperit în 1855 reacția Wurtz, și după Rudolph Fittig, care a observat faptul că și halogenurile de aril dau această reacție.

## Exemple
În cadrul acestei sinteze se formează ca și intermediar de reacție un compus organometalic aromatic care va reacționa apoi cu derivatul halogenat al alcanului. În exemplul următor, bromobenzenul reacționează cu sodiu și cu bromură de etil (bromoetan) cu formarea de etilbenzen.